# Fraude documental
As fraudes podem ser praticadas de diversas formas, e uma delas é mediante a apresentação de documentos de identificação fraudados ou informações cadastrais inverídicas. Esta modalidade é conhecida como fraude documental.
Segundo a Resolução 836, do Conselho Federal de Contabilidade, o termo fraude refere-se a ato intencional de omissão, manipulação ou adulteração de documentos, registros e demonstrações.
A fraude documental é um ato intencional de engano visando a obtenção de um benefício indevido por meio da formação de documento não verdadeiro, alteração de documento verdadeiro ou utilização deste por terceiro como se seu fosse.
O sucesso da fraude geralmente acontece quando não se observam as normas e procedimentos.
Segundo Amilcar Brunazo Filho e Maria Aparecida Cortiz, incluir nomes de eleitores inexistentes no Cadastro Nacional de Eleitores, ou manter como ativos eleitores já falecidos, é uma modalidade de fraude que piorou com a informatização do Cadastro de Eleitores, em 1986, porque facilitou a votação em nome dos eleitores fantasmas.
O fraudador não tem idade, cor, sexo, uniforme, peso, grau de instrução e padrão social específicos. O fraudador não tem um perfil único.
Podem ser pessoas especializadas, integrantes de quadrilhas, que conhecem as regras e os procedimentos e apresentam-se com toda documentação obrigatória e com respostas prontas. Ou podem ser fraudadores inexperientes e oportunistas, que agem durante um momento de desatenção do atendente.
Geralmente, comparecem em horários de maior movimento. Retiram-se rapidamente do ambiente, declarando alguma ação que pretendem fazer ou que deixaram de realizar, quando suspeitam que podem ser desmascarados.
Costumam ter excelente capacidade de memorização e aproveitam todas as oportunidades de ver papeis, documentos e telas de computador com dados verdadeiros. O fraudador é um ótimo observador e prefere atacar os atendentes recém contratados por possuírem menos experiência.